# Astrocalyx
Astrocalyx é um género botânico pertencente à família Melastomataceae.

## Espécies
- Astrocalyx calycina
- Astrocalyx pleiosandra